# پروانکی‌های کاستاریکایی
 پروانکی‌های کاستاریکایی(نام علمی: Macrosoma albida) نام یک گونه از تیره شاپرک‌های آمریکایی است.